# Volkstheater (Viena)

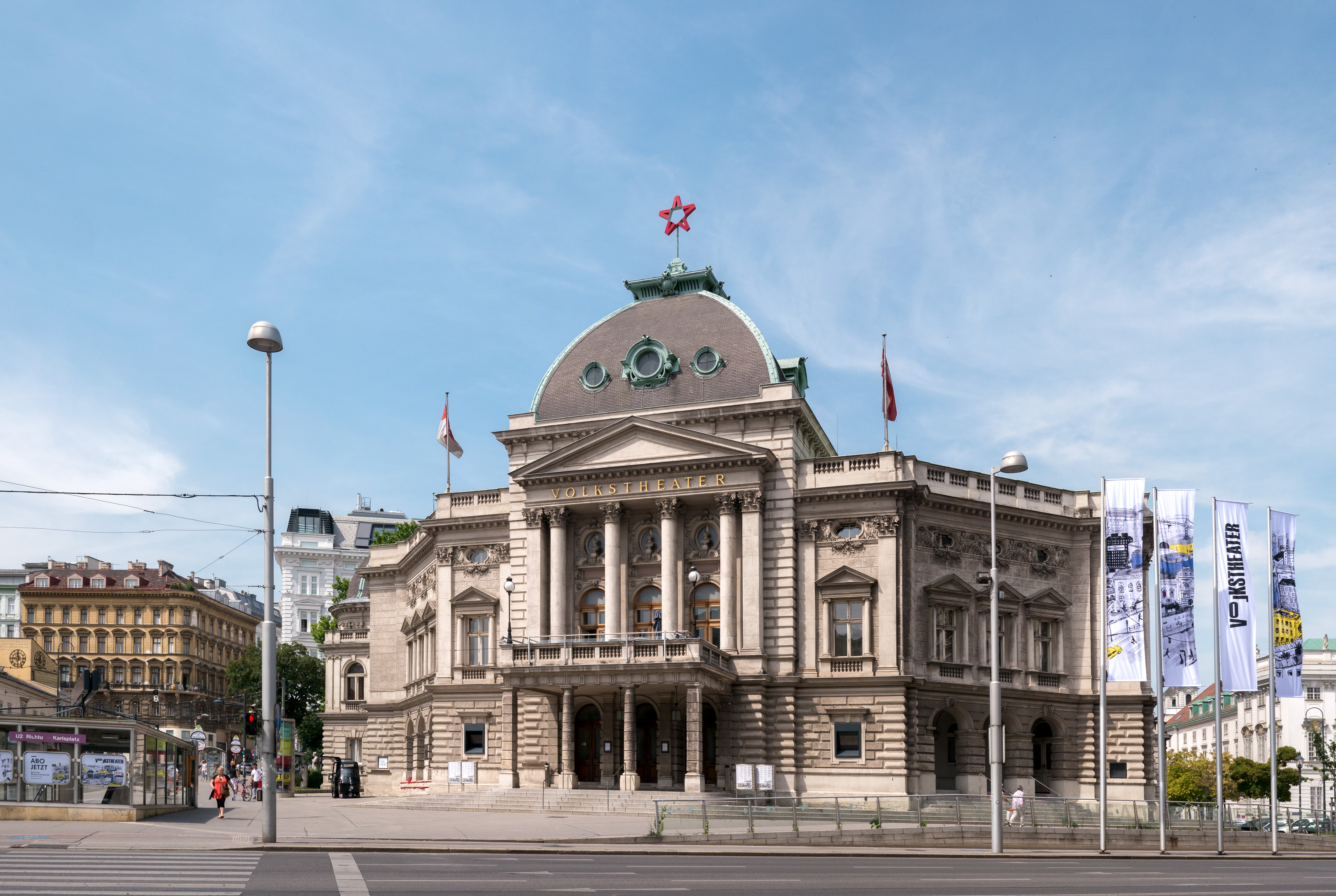
El Volkstheater de Viena (2015)

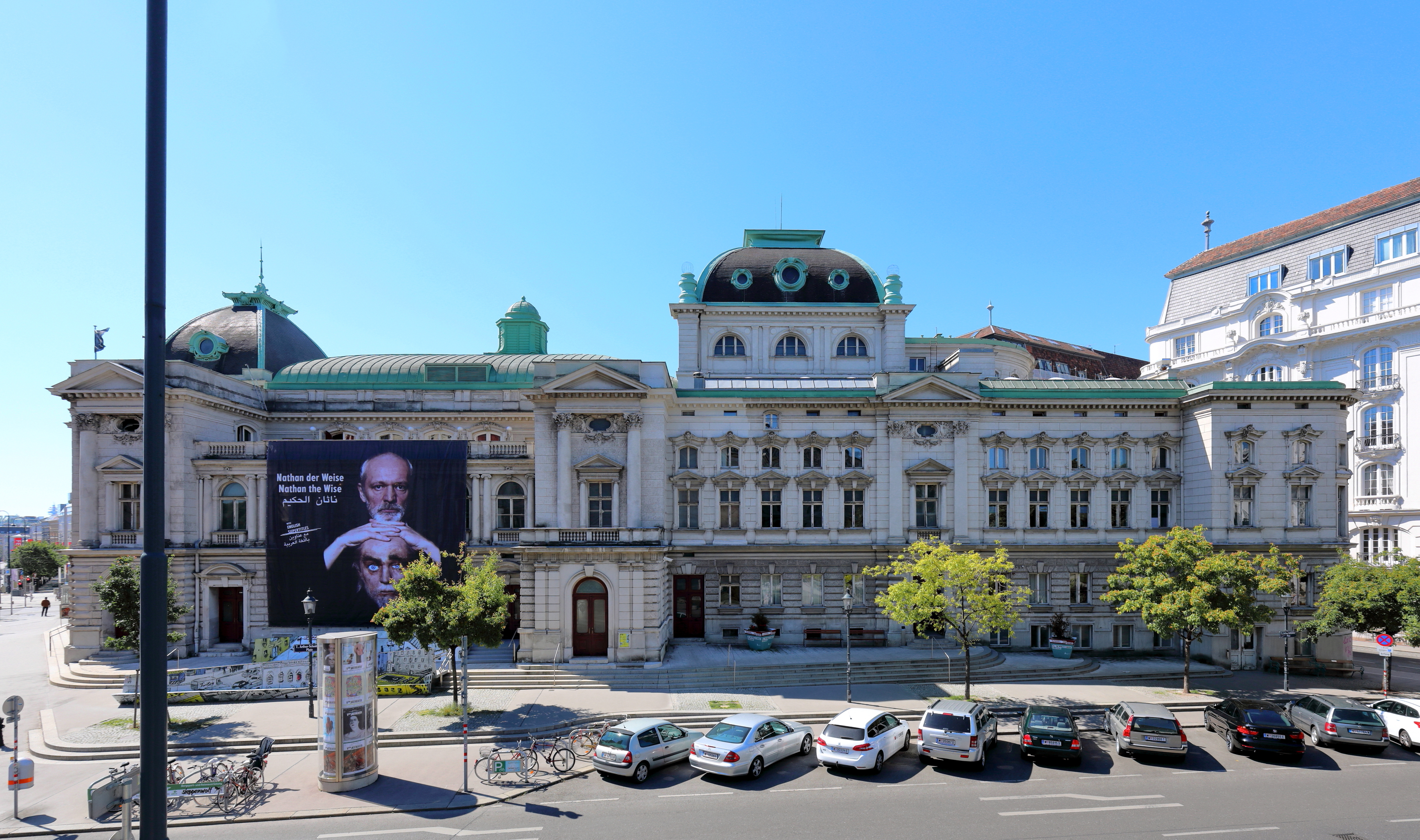
Vista norte del teatro (2017)

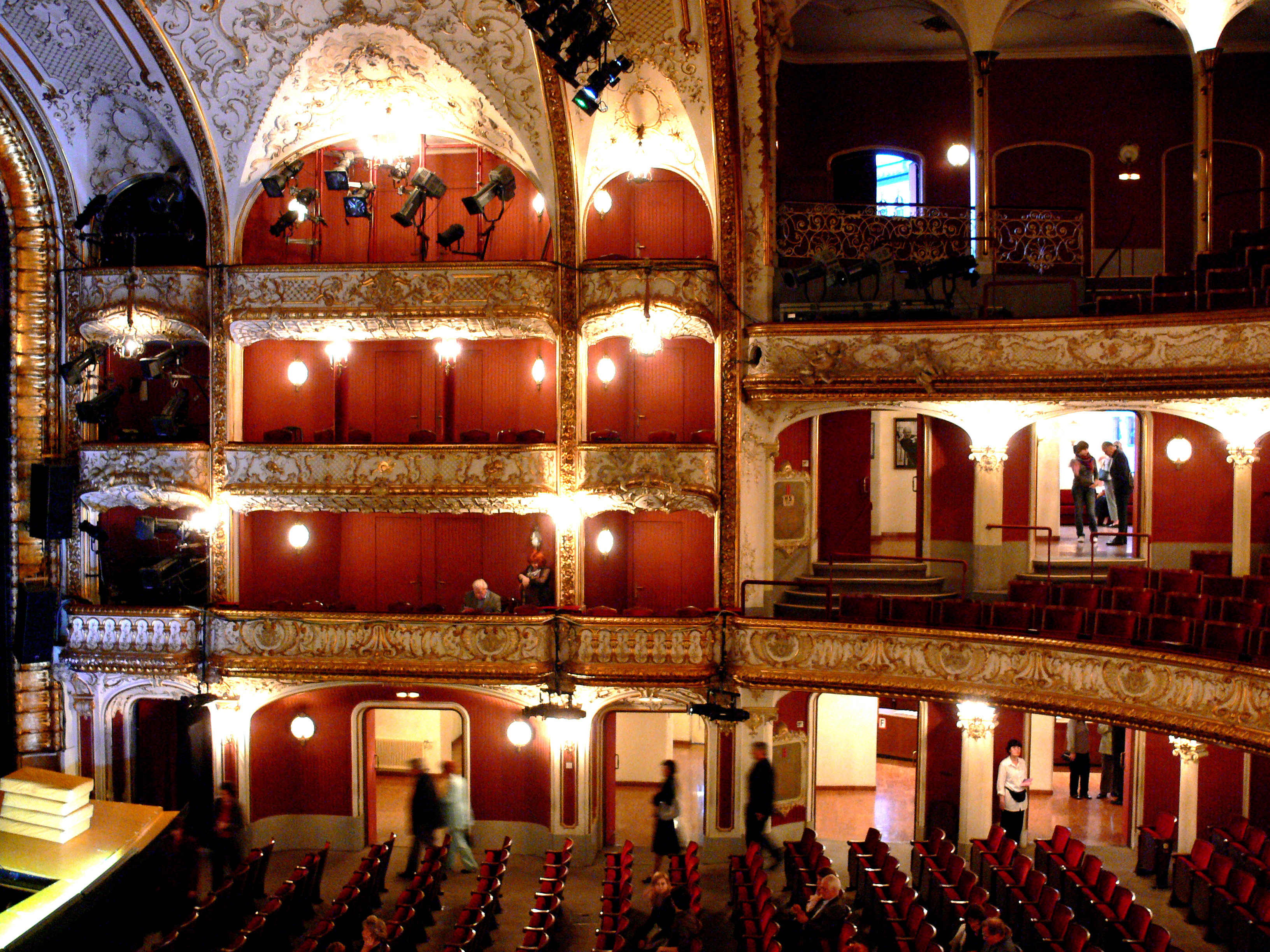
El auditorio, antaño el más grande del área de habla alemana (2009)

El Volkstheater (en español Teatro Popular), hasta 1945 Deutsches Volkstheater, es un teatro construido en 1889 según los diseños de Hermann Helmer y Ferdinand Fellner en el distrito 7 de Viena, Neubau, en la calle Neustiftgasse 1, desde 2017  Arthur-Schnitzler-Platz 1. Está situado frente al Museo de Historia Natural, en el barrio del MuseumsQuartier y Spittelberg, en la Museumstraße, y es uno de los mayores teatros del mundo de habla alemana.

## Historia

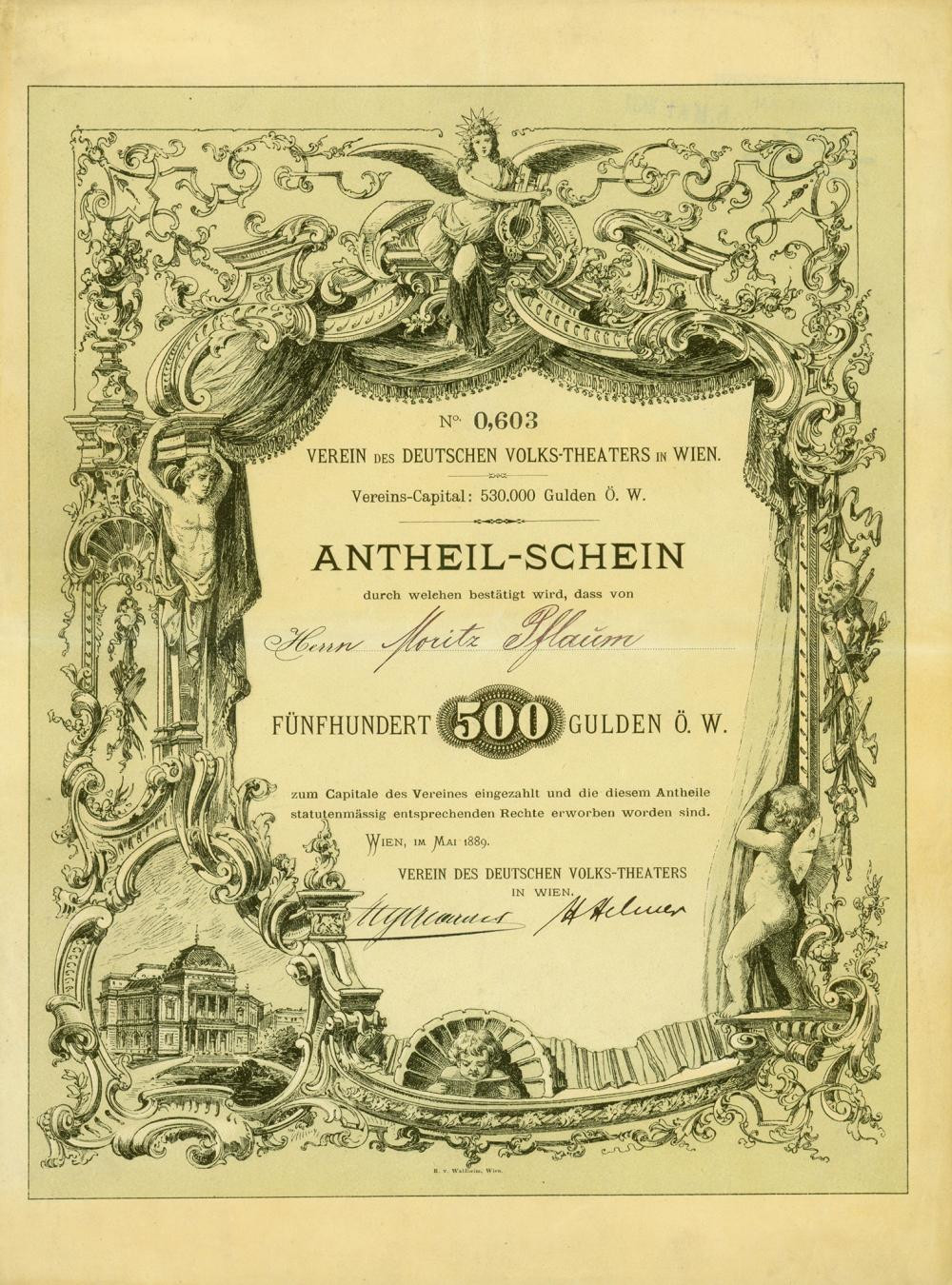
Certificado de acciones de la Asociación del Teatro Popular Alemán de mayo de 1889

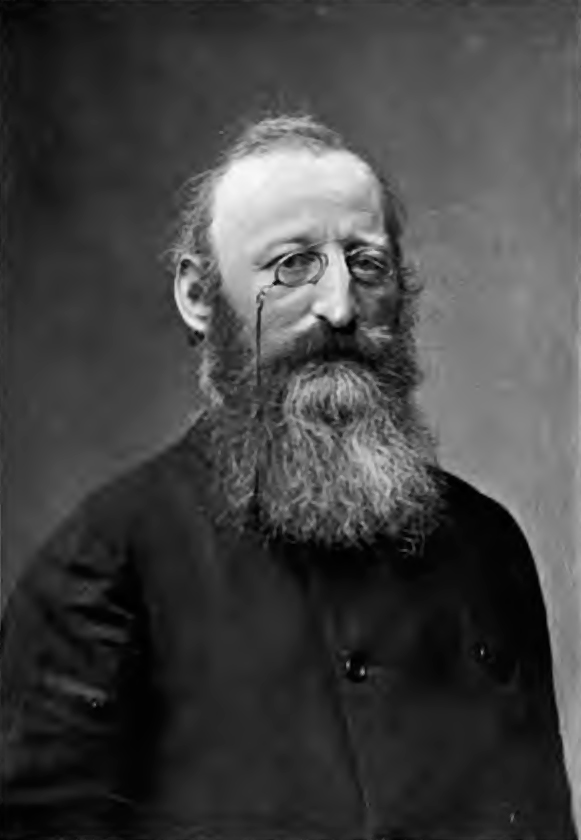
Ludwig Anzengruber, poeta y fundador del teatro

El Volkstheater fue fundado en 1889 por el poeta Ludwig Anzengruber y el industrial Felix Fischer a través de la Asociación Verein des Deutschen Volkstheaters (Asociación del Teatro Popular Alemán). Se denominó "Teatro del Pueblo Alemán" para distinguirlo de las otras nacionalidades de la Monarquía del Danubio y pretendía crear una contrapartida burguesa al teatro Imperial de la Corte (Burgtheater). El primer presidente fue el fabricante de sillas Franz Thonet. De acuerdo con las intenciones de los fundadores, además de la obra folclórica, eran principalmente los dramas clásicos y modernos los que debían darse a conocer a un amplio sector de la población. Un gran auditorio y unos precios asequibles eran los requisitos previos para ello. El parque Weghuber, situado entre las caballerizas imperiales y el Palacio Trautson, fue el lugar elegido.

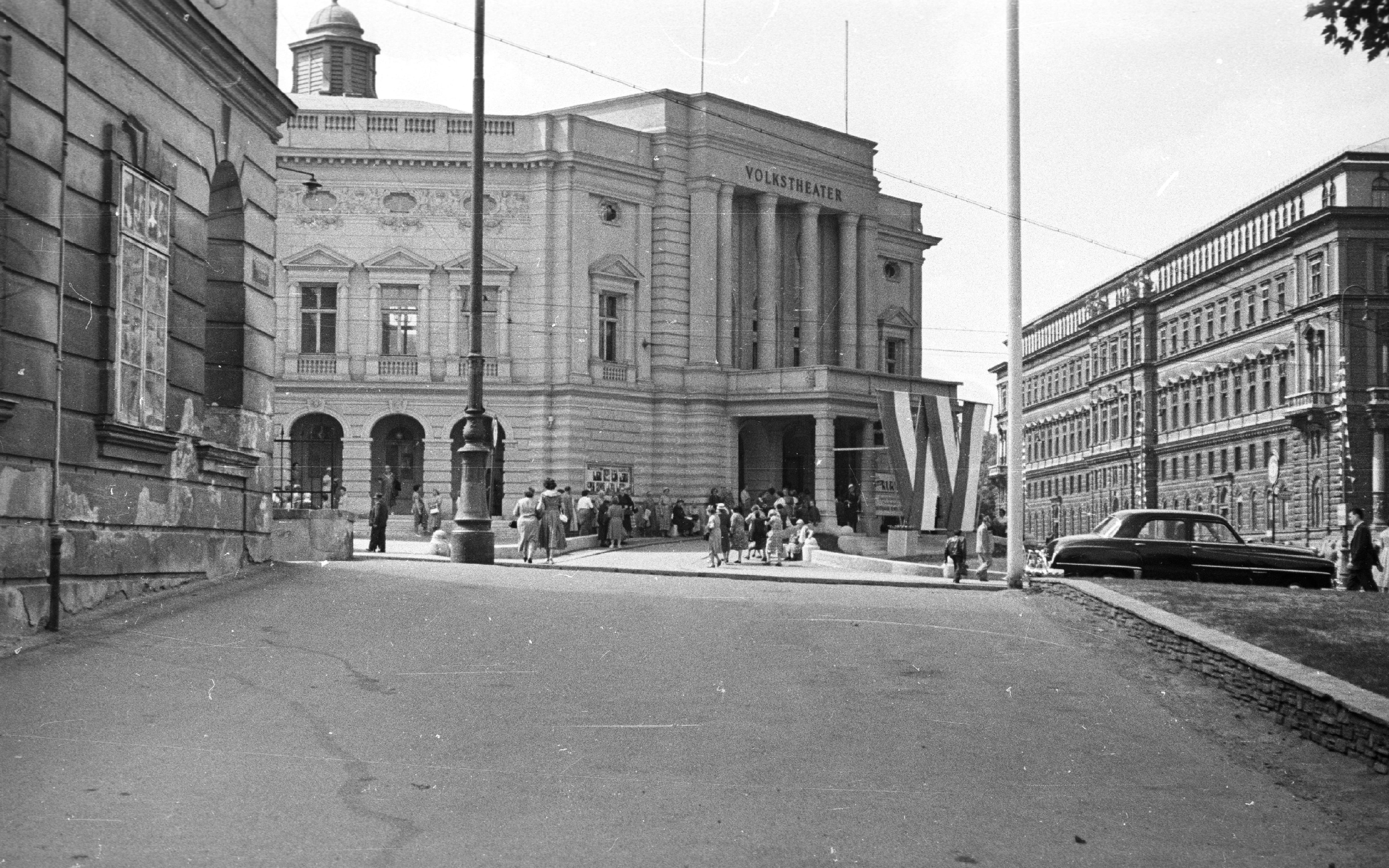
El Volkstheater 1959 sin cúpula y friso de fachada

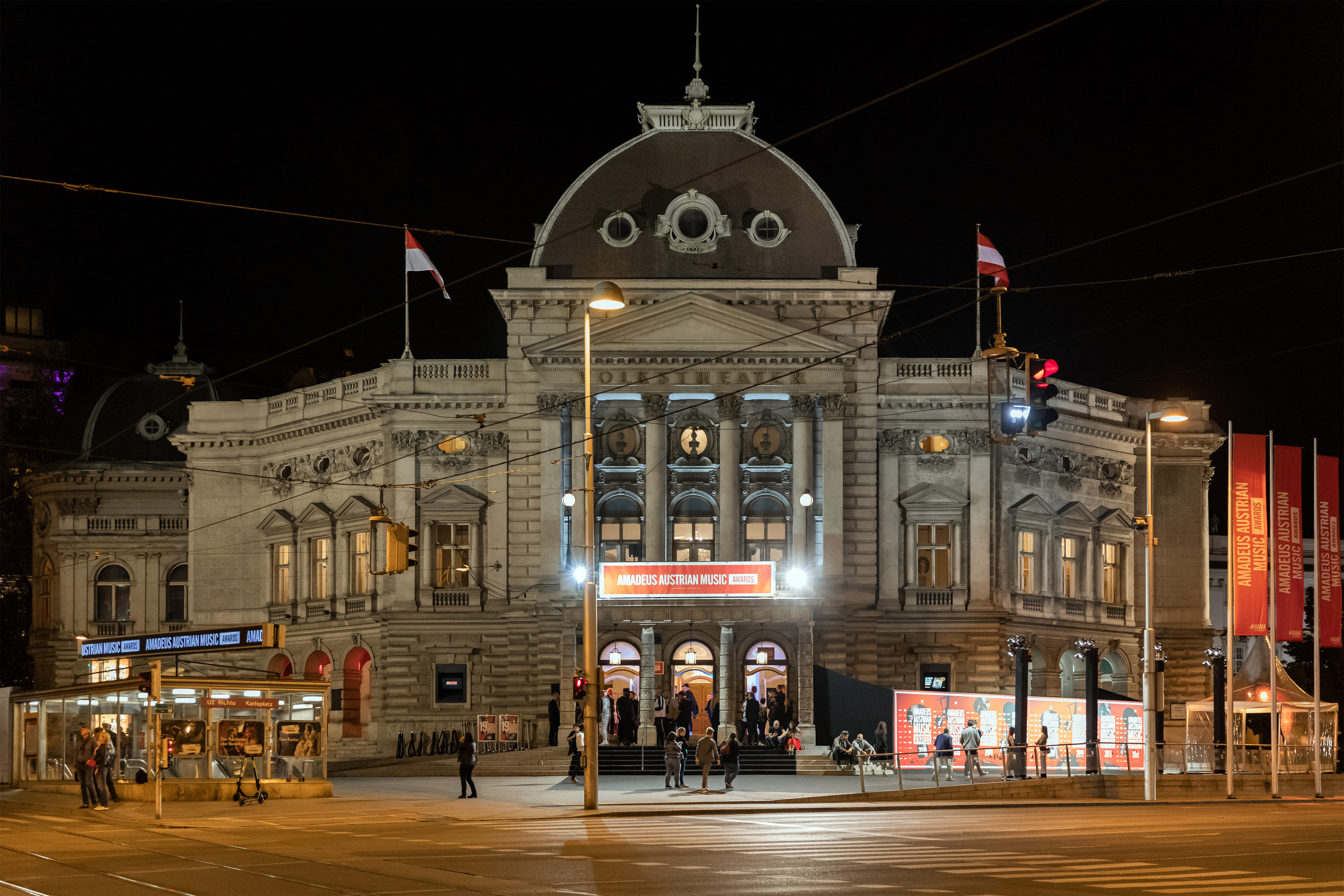
El Volkstheater de noche (2019)

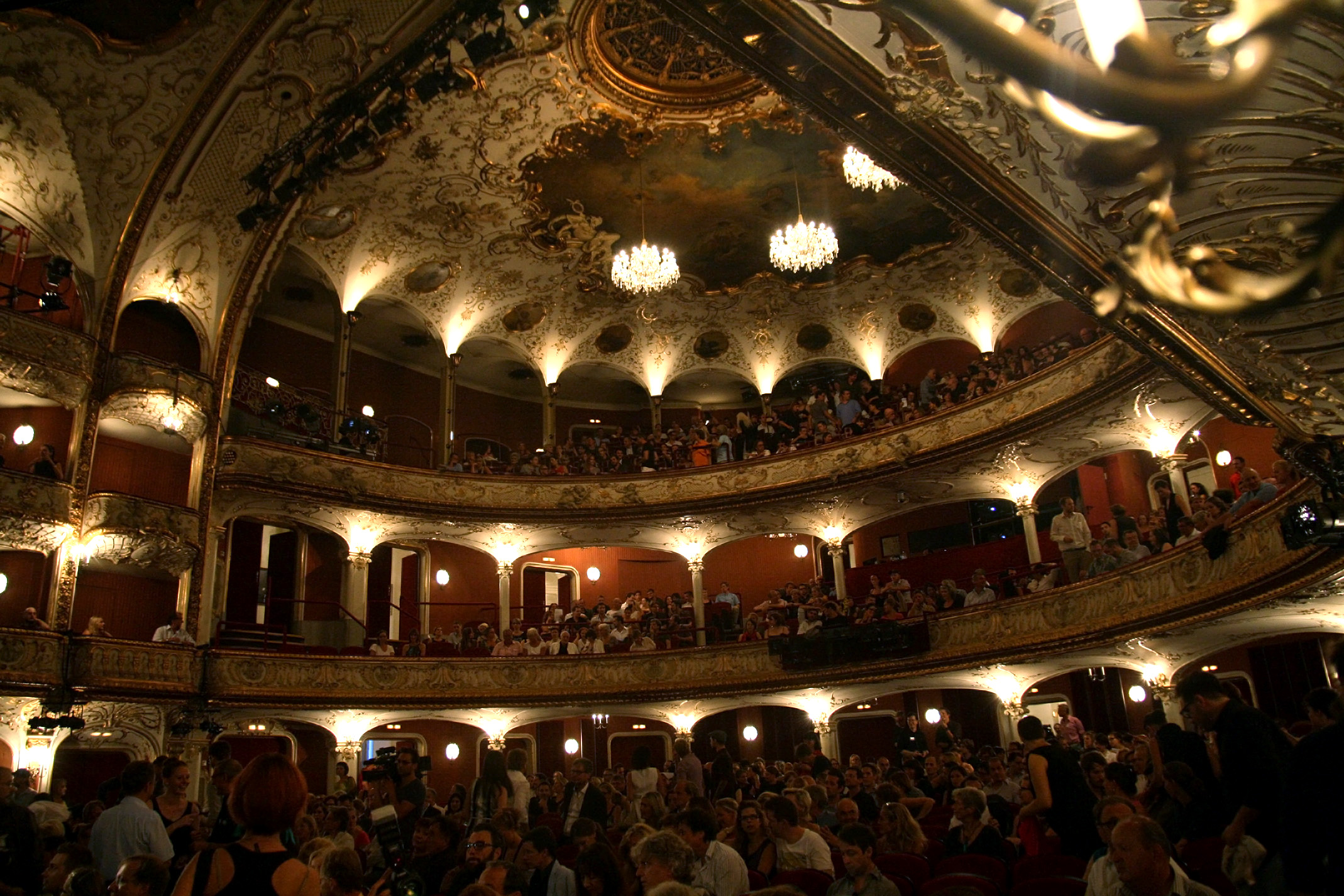
Auditorio (2012)

El Deutsches Volkstheater fue construido en estilo historicista por Fellner & Helmer (arquitecto: Ferdinand Fellner el Joven), los principales arquitectos de la construcción de teatros de Europa Central de la época, y es el edificio hermano del teatro de Hamburgo (Schauspielhaus). El gran auditorio con pocos palcos era síntoma de un contra-diseño democrático frente al aristocrático Teatro Hofburg. Las pinturas del techo del auditorio realizadas por Eduard Veith muestran el "Homenaje a Vindobona" y la "Coronación del poeta Ferdinand Raimund", que está flanqueado por sus colegas Johann Nepomuk Nestroy y Ludwig Anzengruber. El Volkstheater fue el primer teatro en Austria iluminado exclusivamente con electricidad, ya que debía cumplir las normas de seguridad dictadas tras el incendio del Ringtheater de Viena en 1881. Ya en 1890 se amplió el edificio del escenario, en 1907 se amplió el teatro para incluir un anexo con un vestíbulo adicional para los descansos y en 1911 con más salas de escena contiguas. En 1898 se erigió frente a la entrada principal un monumento a Ferdinand Raimund, obra de Franz Vogl, que también había diseñado el tímpano de la fachada con una procesión de Baco. Debajo había bustos de Schiller, Lessing y Grillparzer.